# Laq
Los laq son un grupo étnico iranio que vive en un área desértica del suroeste de Irán, a medio camino entre Kermán y Bandar Abbas. Se dispone de poca información o datos demográficos sobre ellos. Hablan el laqi o leqi, un idioma iranio occidental, que pertenece a la familia lingüística irania, pero nada más se sabe sobre ella. A juzgar por su entorno, han de ser con toda probabilidad musulmanes chiitas y pastores nómadas. Puede que estén relacionados con los afshar, en cuya inmediata cercanía viven. Sin embargo, no están incluidos en ninguna lista de los clanes y tribus afshar.
Los laq de lengua turca de Irán no deben confundirse con los laq del Cáucaso.